# Tattoo (Loreen)
"Tattoo" is een nummer van de Zweedse zangeres Loreen, dat op 25 februari 2023 als single werd uitgebracht. Het nummer was de Zweedse inzending voor het Eurovisiesongfestival 2023 en wist dat festival ook te winnen.

## Achtergrond
In de tekst van Tattoo wordt gezongen over de pijn van het afscheid nemen van een geliefde, terwijl de liefde voor die persoon toch eeuwig voortduurt. Hierbij wordt een tattoo als metafoor gebruikt. Tattoo werd geschreven voor deelname aan Melodifestivalen 2023, de nationale selectie van Zweden voor het Eurovisiesongfestival. Loreen won deze voorronde en mocht daarmee haar land vertegenwoordigen in Liverpool.
In de aanloop naar het Eurovisiesongfestival werd Tattoo in de peilingen aangeduid als de topfavoriet om het festival te winnen. Het nummer kwam binnen op nummer één in de Zweedse hitlijst en werd daarnaast ook al een hit in verschillende andere Europese landen, waaronder Finland, IJsland, België en Nederland. Het is uitzonderlijk dat een songfestivalinzending al internationaal doorbreekt voor het songfestival plaatsvindt.
Loreen maakte met Tattoo de hoge verwachtingen uiteindelijk waar. Het nummer won het Eurovisiesongfestival met 583 punten, 57 punten meer dan de Finse inzending Cha Cha Cha. Voor Loreen was het de tweede keer dat ze het songfestival won, na Euphoria in 2012. Voor Zweden was het in totaal de zevende songfestivalzege.

## Hitlijsten

### Nederlandse Top 40
| Hitnotering: 01-04-2023 t/m 16-09-2023 | Hitnotering: 01-04-2023 t/m 16-09-2023 | Hitnotering: 01-04-2023 t/m 16-09-2023 | Hitnotering: 01-04-2023 t/m 16-09-2023 | Hitnotering: 01-04-2023 t/m 16-09-2023 | Hitnotering: 01-04-2023 t/m 16-09-2023 | Hitnotering: 01-04-2023 t/m 16-09-2023 | Hitnotering: 01-04-2023 t/m 16-09-2023 | Hitnotering: 01-04-2023 t/m 16-09-2023 | Hitnotering: 01-04-2023 t/m 16-09-2023 | Hitnotering: 01-04-2023 t/m 16-09-2023 | Hitnotering: 01-04-2023 t/m 16-09-2023 | Hitnotering: 01-04-2023 t/m 16-09-2023 | Hitnotering: 01-04-2023 t/m 16-09-2023 | Hitnotering: 01-04-2023 t/m 16-09-2023 | Hitnotering: 01-04-2023 t/m 16-09-2023 | Hitnotering: 01-04-2023 t/m 16-09-2023 | Hitnotering: 01-04-2023 t/m 16-09-2023 | Hitnotering: 01-04-2023 t/m 16-09-2023 | Hitnotering: 01-04-2023 t/m 16-09-2023 | Hitnotering: 01-04-2023 t/m 16-09-2023 |
| Week:                                  | 1                                      | 2                                      | 3                                      | 4                                      | 5                                      | 6                                      | 7                                      | 8                                      | 9                                      | 10                                     | 11                                     | 12                                     | 13                                     | 14                                     | 15                                     | 16                                     | 17                                     | 18                                     | 19                                     | 20                                     |
| -------------------------------------- | -------------------------------------- | -------------------------------------- | -------------------------------------- | -------------------------------------- | -------------------------------------- | -------------------------------------- | -------------------------------------- | -------------------------------------- | -------------------------------------- | -------------------------------------- | -------------------------------------- | -------------------------------------- | -------------------------------------- | -------------------------------------- | -------------------------------------- | -------------------------------------- | -------------------------------------- | -------------------------------------- | -------------------------------------- | -------------------------------------- |
| Positie:                               | 36                                     | 25                                     | 24                                     | 23                                     | 22                                     | 19                                     | 16                                     | 1                                      | 1                                      | 1                                      | 1                                      | 2                                      | 2                                      | 3                                      | 3                                      | 3                                      | 3                                      | 3                                      | 3                                      | 5                                      |
| Week:                                  | 21                                     | 22                                     | 23                                     | 24                                     | 25                                     |                                        |                                        |                                        |                                        |                                        |                                        |                                        |                                        |                                        |                                        |                                        |                                        |                                        |                                        |                                        |
| Positie:                               | 7                                      | 13                                     | 21                                     | 27                                     | 34                                     | uit                                    |                                        |                                        |                                        |                                        |                                        |                                        |                                        |                                        |                                        |                                        |                                        |                                        |                                        |                                        |

### NederlandseSingle Top 100
| Hitnotering: (Week 1 t/m 39) 25-03-2023 t/m 16-12-2023 Hitnotering: (Week 40 t/m 45) 06-01-2024 t/m 10-02-2014 | Hitnotering: (Week 1 t/m 39) 25-03-2023 t/m 16-12-2023 Hitnotering: (Week 40 t/m 45) 06-01-2024 t/m 10-02-2014 | Hitnotering: (Week 1 t/m 39) 25-03-2023 t/m 16-12-2023 Hitnotering: (Week 40 t/m 45) 06-01-2024 t/m 10-02-2014 | Hitnotering: (Week 1 t/m 39) 25-03-2023 t/m 16-12-2023 Hitnotering: (Week 40 t/m 45) 06-01-2024 t/m 10-02-2014 | Hitnotering: (Week 1 t/m 39) 25-03-2023 t/m 16-12-2023 Hitnotering: (Week 40 t/m 45) 06-01-2024 t/m 10-02-2014 | Hitnotering: (Week 1 t/m 39) 25-03-2023 t/m 16-12-2023 Hitnotering: (Week 40 t/m 45) 06-01-2024 t/m 10-02-2014 | Hitnotering: (Week 1 t/m 39) 25-03-2023 t/m 16-12-2023 Hitnotering: (Week 40 t/m 45) 06-01-2024 t/m 10-02-2014 | Hitnotering: (Week 1 t/m 39) 25-03-2023 t/m 16-12-2023 Hitnotering: (Week 40 t/m 45) 06-01-2024 t/m 10-02-2014 | Hitnotering: (Week 1 t/m 39) 25-03-2023 t/m 16-12-2023 Hitnotering: (Week 40 t/m 45) 06-01-2024 t/m 10-02-2014 | Hitnotering: (Week 1 t/m 39) 25-03-2023 t/m 16-12-2023 Hitnotering: (Week 40 t/m 45) 06-01-2024 t/m 10-02-2014 | Hitnotering: (Week 1 t/m 39) 25-03-2023 t/m 16-12-2023 Hitnotering: (Week 40 t/m 45) 06-01-2024 t/m 10-02-2014 | Hitnotering: (Week 1 t/m 39) 25-03-2023 t/m 16-12-2023 Hitnotering: (Week 40 t/m 45) 06-01-2024 t/m 10-02-2014 | Hitnotering: (Week 1 t/m 39) 25-03-2023 t/m 16-12-2023 Hitnotering: (Week 40 t/m 45) 06-01-2024 t/m 10-02-2014 | Hitnotering: (Week 1 t/m 39) 25-03-2023 t/m 16-12-2023 Hitnotering: (Week 40 t/m 45) 06-01-2024 t/m 10-02-2014 | Hitnotering: (Week 1 t/m 39) 25-03-2023 t/m 16-12-2023 Hitnotering: (Week 40 t/m 45) 06-01-2024 t/m 10-02-2014 | Hitnotering: (Week 1 t/m 39) 25-03-2023 t/m 16-12-2023 Hitnotering: (Week 40 t/m 45) 06-01-2024 t/m 10-02-2014 | Hitnotering: (Week 1 t/m 39) 25-03-2023 t/m 16-12-2023 Hitnotering: (Week 40 t/m 45) 06-01-2024 t/m 10-02-2014 | Hitnotering: (Week 1 t/m 39) 25-03-2023 t/m 16-12-2023 Hitnotering: (Week 40 t/m 45) 06-01-2024 t/m 10-02-2014 | Hitnotering: (Week 1 t/m 39) 25-03-2023 t/m 16-12-2023 Hitnotering: (Week 40 t/m 45) 06-01-2024 t/m 10-02-2014 | Hitnotering: (Week 1 t/m 39) 25-03-2023 t/m 16-12-2023 Hitnotering: (Week 40 t/m 45) 06-01-2024 t/m 10-02-2014 | Hitnotering: (Week 1 t/m 39) 25-03-2023 t/m 16-12-2023 Hitnotering: (Week 40 t/m 45) 06-01-2024 t/m 10-02-2014 |
| Week: | 1 | 2 | 3 | 4 | 5 | 6 | 7 | 8 | 9 | 10 | 11 | 12 | 13 | 14 | 15 | 16 | 17 | 18 | 19 | 20 |
| --- | --- | --- | --- | --- | --- | --- | --- | --- | --- | --- | --- | --- | --- | --- | --- | --- | --- | --- | --- | --- |
| Positie: | 36 | 34 | 29 | 29 | 16 | 16 | 12 | 5 | 1 | 1 | 4 | 4 | 6 | 6 | 5 | 6 | 7 | 6 | 6 | 9 |
| Week: | 21 | 22 | 23 | 24 | 25 | 26 | 27 | 28 | 29 | 30 | 31 | 32 | 33 | 34 | 35 | 36 | 37 | 38 | 39 | |
| Positie: | 8 | 9 | 9 | 12 | 13 | 16 | 22 | 26 | 27 | 27 | 25 | 26 | 30 | 52 | 55 | 69 | 68 | 73 | 92 | uit |
| Week: | 40 | 41 | 42 | 43 | 44 | 45 | | | | | | | | | | | | | | |
| Positie: | 71 | 76 | 84 | 83 | 91 | 99 | uit | | | | | | | | | | | | | |

### VlaamseUltratop 50
| Hitnotering: (Week 1 t/m 40) 25-03-2023 t/m 23-12-2023 Hitnotering: (Week 41 t/m 43) 06-01-2024 t/m 20-01-2024 | Hitnotering: (Week 1 t/m 40) 25-03-2023 t/m 23-12-2023 Hitnotering: (Week 41 t/m 43) 06-01-2024 t/m 20-01-2024 | Hitnotering: (Week 1 t/m 40) 25-03-2023 t/m 23-12-2023 Hitnotering: (Week 41 t/m 43) 06-01-2024 t/m 20-01-2024 | Hitnotering: (Week 1 t/m 40) 25-03-2023 t/m 23-12-2023 Hitnotering: (Week 41 t/m 43) 06-01-2024 t/m 20-01-2024 | Hitnotering: (Week 1 t/m 40) 25-03-2023 t/m 23-12-2023 Hitnotering: (Week 41 t/m 43) 06-01-2024 t/m 20-01-2024 | Hitnotering: (Week 1 t/m 40) 25-03-2023 t/m 23-12-2023 Hitnotering: (Week 41 t/m 43) 06-01-2024 t/m 20-01-2024 | Hitnotering: (Week 1 t/m 40) 25-03-2023 t/m 23-12-2023 Hitnotering: (Week 41 t/m 43) 06-01-2024 t/m 20-01-2024 | Hitnotering: (Week 1 t/m 40) 25-03-2023 t/m 23-12-2023 Hitnotering: (Week 41 t/m 43) 06-01-2024 t/m 20-01-2024 | Hitnotering: (Week 1 t/m 40) 25-03-2023 t/m 23-12-2023 Hitnotering: (Week 41 t/m 43) 06-01-2024 t/m 20-01-2024 | Hitnotering: (Week 1 t/m 40) 25-03-2023 t/m 23-12-2023 Hitnotering: (Week 41 t/m 43) 06-01-2024 t/m 20-01-2024 | Hitnotering: (Week 1 t/m 40) 25-03-2023 t/m 23-12-2023 Hitnotering: (Week 41 t/m 43) 06-01-2024 t/m 20-01-2024 | Hitnotering: (Week 1 t/m 40) 25-03-2023 t/m 23-12-2023 Hitnotering: (Week 41 t/m 43) 06-01-2024 t/m 20-01-2024 | Hitnotering: (Week 1 t/m 40) 25-03-2023 t/m 23-12-2023 Hitnotering: (Week 41 t/m 43) 06-01-2024 t/m 20-01-2024 | Hitnotering: (Week 1 t/m 40) 25-03-2023 t/m 23-12-2023 Hitnotering: (Week 41 t/m 43) 06-01-2024 t/m 20-01-2024 | Hitnotering: (Week 1 t/m 40) 25-03-2023 t/m 23-12-2023 Hitnotering: (Week 41 t/m 43) 06-01-2024 t/m 20-01-2024 | Hitnotering: (Week 1 t/m 40) 25-03-2023 t/m 23-12-2023 Hitnotering: (Week 41 t/m 43) 06-01-2024 t/m 20-01-2024 | Hitnotering: (Week 1 t/m 40) 25-03-2023 t/m 23-12-2023 Hitnotering: (Week 41 t/m 43) 06-01-2024 t/m 20-01-2024 | Hitnotering: (Week 1 t/m 40) 25-03-2023 t/m 23-12-2023 Hitnotering: (Week 41 t/m 43) 06-01-2024 t/m 20-01-2024 | Hitnotering: (Week 1 t/m 40) 25-03-2023 t/m 23-12-2023 Hitnotering: (Week 41 t/m 43) 06-01-2024 t/m 20-01-2024 | Hitnotering: (Week 1 t/m 40) 25-03-2023 t/m 23-12-2023 Hitnotering: (Week 41 t/m 43) 06-01-2024 t/m 20-01-2024 | Hitnotering: (Week 1 t/m 40) 25-03-2023 t/m 23-12-2023 Hitnotering: (Week 41 t/m 43) 06-01-2024 t/m 20-01-2024 |
| Week: | 1 | 2 | 3 | 4 | 5 | 6 | 7 | 8 | 9 | 10 | 11 | 12 | 13 | 14 | 15 | 16 | 17 | 18 | 19 | 20 |
| --- | --- | --- | --- | --- | --- | --- | --- | --- | --- | --- | --- | --- | --- | --- | --- | --- | --- | --- | --- | --- |
| Positie: | 19 | 7 | 18 | 13 | 10 | 8 | 12 | 3 | 1 | 1 | 1 | 1 | 1 | 1 | 1 | 1 | 1 | 1 | 3 | 2 |
| Week: | 21 | 22 | 23 | 24 | 25 | 26 | 27 | 28 | 29 | 30 | 31 | 32 | 33 | 34 | 35 | 36 | 37 | 38 | 39 | 40 |
| Positie: | 5 | 6 | 7 | 8 | 8 | 12 | 16 | 12 | 13 | 14 | 16 | 22 | 20 | 19 | 23 | 30 | 30 | 34 | 22 | 33 |
| Week: | | 41 | 42 | 43 | | | | | | | | | | | | | | | | |
| Positie: | uit | 45 | 35 | 31 | uit | | | | | | | | | | | | | | | |

1956: Refrain · 
1957: Net als toen · 
1958: Dors, mon amour · 
1959: 'n Beetje · 
1960: Tom Pillibi · 
1961: Nous les amoureux · 
1962: Un premier amour · 
1963: Dansevise · 
1964: Non ho l'età · 
1965: Poupée de cire, poupée de son · 
1966: Merci, chérie · 
1967: Puppet on a string · 
1968: La la la · 
1969: Un jour, un enfant, De troubadour, Vivo cantando, Boom bang-a-bang · 
1970: All kinds of everything · 
1971: Un banc, un arbre, une rue · 
1972: Après toi · 
1973: Tu te reconnaîtras · 
1974: Waterloo · 
1975: Ding-a-dong · 
1976: Save your kisses for me · 
1977: L'oiseau et l'enfant · 
1978: A-ba-ni-bi · 
1979: Hallelujah · 
1980: What's another year · 
1981: Making your mind up · 
1982: Ein bißchen Frieden · 
1983: Si la vie est cadeau · 
1984: Diggi-loo diggi-ley · 
1985: La det swinge · 
1986: J'aime la vie · 
1987: Hold me now · 
1988: Ne partez pas sans moi · 
1989: Rock me · 
1990: Insieme: 1992 · 
1991: Fångad av en stormvind · 
1992: Why me? · 
1993: In your eyes · 
1994: Rock 'n' roll kids · 
1995: Nocturne · 
1996: The voice · 
1997: Love shine a light · 
1998: Diva · 
1999: Take me to your heaven · 
2000: Fly on the wings of love · 
2001: Everybody · 
2002: I wanna · 
2003: Everyway that I can · 
2004: Wild dances · 
2005: My number one · 
2006: Hard rock hallelujah · 
2007: Molitva · 
2008: Believe · 
2009: Fairytale · 
2010: Satellite · 
2011: Running scared · 
2012: Euphoria · 
2013: Only teardrops · 
2014: Rise like a phoenix · 
2015: Heroes · 
2016: 1944 · 
2017: Amar pelos dois · 
2018: Toy · 
2019: Arcade · 
2021: Zitti e buoni · 
2022: Stefania · 
2023: Tattoo · 
2024: The code